# (73469) 2002 OZ12
(73469) 2002 OZ12 – planetoida z pasa głównego asteroid okrążająca Słońce w ciągu 5,41 lat w średniej odległości 3,08 j.a. Odkryta 18 lipca 2002 roku.